# St.-Anna-Kirche (Skaruliai)

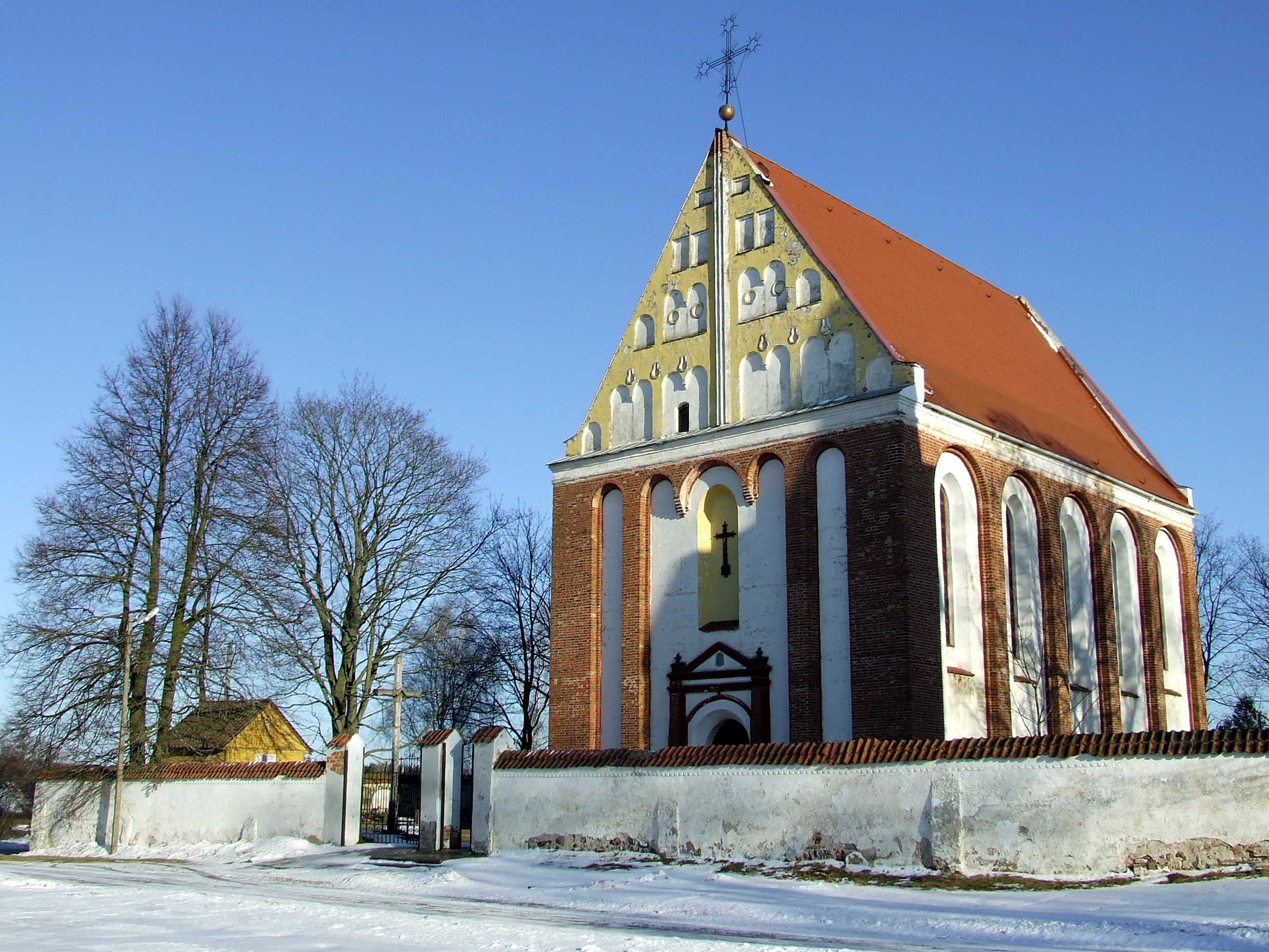
Kirche Skaruliai

Die St.-Annen-Kirche Skaruliai (litauisch Skarulių Šv. Onos bažnyčia) steht in Skaruliai am linken Ufer der Neris, heute Stadtteil von Jonava in der gleichnamigen Rajongemeinde. Sie ist ein Renaissancebau mit Resten von Gotik. Die römisch-katholische St.-Annen-Kirche gehört zum Dekanat Jonava des Erzbistums Kaunas.
Die Hallenkirche aus Backstein wurde 1622 gebaut. In ihren Proportionen entspricht sie noch stark Werken der Backsteingotik in der näheren und weiteren Umgebung. Ihre in verputzte Rundbogenblenden gefassten Fenster sind noch spitzbogig. Die Kreuzrippengewölbe im Inneren sind überwiegend rundbogig und ihnen fehlen die Schlusssteine. 

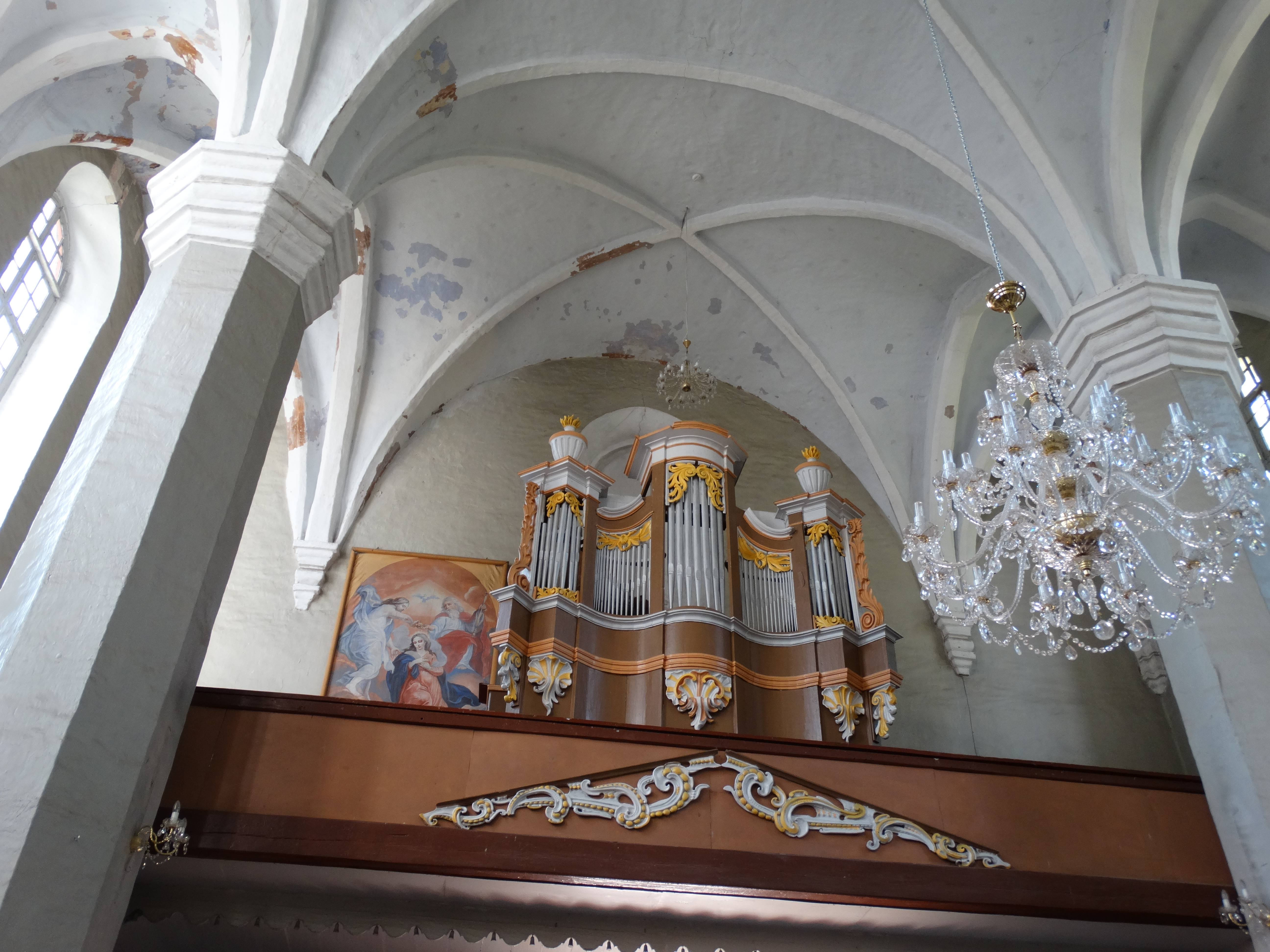
Gewölbe und Orgel

Der Kirche ist von einem Friedhof umgeben, dessen ältester Teil heute nicht mehr zu Begräbnissen, sondern als Park genutzt wird. An der Grenze von altem und neuem Friedhof steht ein neugotischer Backstein-Glockenturm, gebaut 1898. 
Ab 1777 gab es eine Pfarrgemeindeschule.